# DJ Boy
DJ Boy est un jeu vidéo de type beat them all sorti en 1989 sur borne d'arcade, puis converti l'année suivante sur Mega Drive. Le jeu a été développé par Kaneko et édité par Sega.